# José Echegaray
José Echegaray y Eizaguirre, född 19 april 1832 i Madrid, död 4 september 1916 i Madrid, var en spansk matematiker, politiker och dramatiker. Han mottog tillsammans med Frédéric Mistral Nobelpriset i litteratur 1904. Han var bror till Miguel Echegaray.

## Liv
Echegaray kom från en intellektuell bakgrund i Madrid i Spanien, där hans far var professor i grekiska. Familjen hade baskiska rötter. Han började sin karriär med studier i ekonomi och matematik och blev själv professor vid relativt unga år. Efter revolutionen 1868 togs han in i den spanska regeringen där han innehade flera positioner, bland annat finansminister och skolminister. När revolutionärerna sedan förlorade makten gjorde han istället karriär som författare av dramer.
Echegaray hade redan tidigare skrivit dramer som dock blivit refuserade, men debuten kom 1874 med El libro talonario. Pjäserna han skrev, i snitt två per år till sin död, karaktäriseras av en enorm exakthet. De tidigare dramerna hade starkt romantiska tendenser men han influerades starkt av bland annat Ibsens dramatik och skrev senare flera mer symbolistiska problemdebatterande dramer, ofta med fokus på plikt och moral.